# 手放开
《手放开》是台湾男歌手李圣杰的歌曲，由十方作词，方文良作曲，收录于2004年专辑《绝对痴心·手放开》，是该专辑的主打歌。

## 创作
该歌曲由十方填词，方文良谱曲，李圣杰演唱。歌词中，男生深深爱着一个女生，在面临分手的时候，他选择了放手，并且在失恋的痛楚中深情诠释了该歌曲，把男生面对分手放手的无奈和痛苦淋漓尽致地表现了出来。

## 衍生作品
粤语版《明知做戏》，吴雨霏演唱。